# Cory Burke
Cory Lamar Crossgill Burke (Kingston, 28 de diciembre de 1991) es un futbolista jamaicano. Juega de delantero y su equipo es el Lexington SC de la USL League One.

## Trayectoria

#### Bethlehem Steel FC
Burke llegó a préstamo al Bethlehem Steel FC de la USL proveniente del Rivoli United el 17 de febrero de 2016 por un año. En el Steel FC anotó 4 goles en 20 encuentros, y en noviembre de 2016 fichó permanentemente con el club.

#### Philadelphia Union
El 21 de diciembre de 2017 Burke fichó por el Philadelphia Union de la MLS, luego de pasar dos años en el segundo equipo. Debutó en el Union el 3 de marzo de 2018 contra el New England Revolution.
En mayo de 2019 Burke tuvo problemas con su visa americana y fue inhabilitado a jugar por tres meses. Durante este tiempo el jugador además tramitaba su green card.

##### Préstamo al Portmore
El 4 de septiembre de 2019, Burke fue enviado a préstamo al Portmore United mientras se resolvía su problema de visado. Terminó su préstamo en Portmore, donde jugó 20 encuentros y anotó 11 goles.

##### Préstamo al SKN St. Pölten
El 6 de febrero de 2020, el delantero jamaicano fue enviado a préstamo al SKN St. Pölten de la Bundesliga austriaca hasta junio de 2020.

## Selección nacional
Burke debutó con la selección de Jamaica en 2016 contra Haití.

## Estadísticas
Actualizado al último partido disputado en la temporada 2024.
| Club | Div.          | Temporada     | Liga  | Liga  | Copas nacionales(1) | Copas nacionales(1) | Copas internacionales(2) | Copas internacionales(2) | Total | Total |
| Club | Div.          | Temporada     | Part. | Goles | Part.               | Goles               | Part.                    | Goles                    | Part. | Goles |
| --- | ------------- | ------------- | ----- | ----- | ------------------- | ------------------- | ------------------------ | ------------------------ | ----- | ----- |
| Bethlehem Steel Estados Unidos                                                                               | 2.ª           | 2016          | 21    | 4     | ―                   | ―                   | ―                        | ―                        | 21    | 4     |
| Bethlehem Steel Estados Unidos                                                                               | 2.ª           | 2017          | 25    | 9     | ―                   | ―                   | ―                        | ―                        | 25    | 9     |
| Bethlehem Steel Estados Unidos                                                                               | 2.ª           | 2018          | 4     | 2     | ―                   | ―                   | ―                        | ―                        | 4     | 2     |
| Bethlehem Steel Estados Unidos                                                                               | Total club    | Total club    | 50    | 15    | 0                   | 0                   | 0                        | 0                        | 50    | 15    |
| Philadelphia Union Estados Unidos                                                                            | 1.ª           | 2018          | 30    | 11    | 5                   | 0                   | ―                        | ―                        | 35    | 11    |
| Philadelphia Union Estados Unidos                                                                            | 1.ª           | 2019          | 7     | 2     | 0                   | 0                   | ―                        | ―                        | 7     | 2     |
| Portmore United Jamaica                                                                                      | 1.ª           | 2019-20       | 18    | 11    | ―                   | ―                   | ―                        | ―                        | 18    | 11    |
| Portmore United Jamaica                                                                                      | Total club    | Total club    | 18    | 11    | 0                   | 0                   | 0                        | 0                        | 18    | 11    |
| SKN St. Pölten · Austria                                                                                     | 1.ª           | 2019-20       | 11    | 4     | ―                   | ―                   | ―                        | ―                        | 11    | 4     |
| SKN St. Pölten · Austria                                                                                     | Total club    | Total club    | 11    | 4     | 0                   | 0                   | 0                        | 0                        | 11    | 4     |
| Philadelphia Union Estados Unidos                                                                            | 1.ª           | 2020          | 6     | 2     | ―                   | ―                   | ―                        | ―                        | 6     | 2     |
| Philadelphia Union Estados Unidos                                                                            | 1.ª           | 2021          | 21    | 4     | ―                   | ―                   | 4                        | 0                        | 25    | 4     |
| Philadelphia Union Estados Unidos                                                                            | 1.ª           | 2022          | 36    | 8     | 1                   | 0                   | ―                        | ―                        | 37    | 8     |
| Philadelphia Union Estados Unidos                                                                            | Total club    | Total club    | 100   | 27    | 6                   | 0                   | 4                        | 0                        | 110   | 27    |
| New York Red Bulls Estados Unidos                                                                            | 1.ª           | 2023          | 23    | 2     | 2                   | 0                   | 0                        | 0                        | 25    | 2     |
| New York Red Bulls Estados Unidos                                                                            | 1.ª           | 2024          | 20    | 1     | ―                   | ―                   | 1                        | 0                        | 21    | 1     |
| New York Red Bulls Estados Unidos                                                                            | Total club    | Total club    | 43    | 3     | 2                   | 0                   | 1                        | 0                        | 46    | 3     |
| Lexington SC Estados Unidos                                                                                  | 3.ª           | 2025          | 0     | 0     | 0                   | 0                   | ―                        | ―                        | 0     | 0     |
| Lexington SC Estados Unidos                                                                                  | Total club    | Total club    | 0     | 0     | 0                   | 0                   | 0                        | 0                        | 0     | 0     |
| Total carrera                                                                                                | Total carrera | Total carrera | 222   | 60    | 8                   | 0                   | 5                        | 0                        | 235   | 60    |
| (1) Incluye datos de la US Open Cup. (2) Incluye datos de la Liga de Campeones de la Concacaf y Leagues Cup. |               |               |       |       |                     |                     |                          |                          |       |       |